# Саришаган
Саришага́н (каз. Сарышаған) — селище у складі Актогайського району Карагандинської області Казахстану. Адміністративний центр та єдиний населений пункт Саришаганської селищної адміністрації.
Населення — 4083 особи (2021; 4429 у 2009, 4472 у 1999, 4838 у 1989).
Станом на 1989 рік селище мало статус селища міського типу.